# Трейнта-и-Трес (департамент)
Трейнта-и-Трес (исп. Treinta y Tres) — департамент в восточной части Уругвая. Площадь составляет 9 529 км² (5,5 % от общей площади Уругвая); административный центр — одноимённый город. Граничит с департаментами Серро-Ларго (на севере), Дурасно и Флорида (на западе), Лавальеха и Роча (на юге), а также с Бразилией (на востоке).

## Население
Население по данным переписи 2004 года составляет 49 318 человек (1,52 % населения Уругвая). Плотность населения — 5,18 чел./км². Прирост населения — 0,392 %; рождаемость — 16,80/1000 человек; смертность — 9,45/1000 человек. Средний возраст населения — 30,5 лет. Средняя продолжительность жизни — 74,15 лет.
Крупные города:
| Город                    | Население, чел. 2011 |
| ------------------------ | -------------------- |
| Трейнта-и-Трес           | 25 477               |
| Эхидо-де-Трейнта-и-Трес  | 6782                 |
| Вергара                  | 3810                 |
| Санта-Клара-де-Олимар    | 2341                 |
| Серро-Чато               | 1694                 |
| Хенераль-Энрике-Мартинес | 1430                 |
| Вилла-Сара               | 1199                 |

## Административное деление
Департамент Трейнта-и-Трес делится на 2 муниципалитета:
- Вергара (Vergara)
- Санта-Клара-де-Олимар (Santa Clara de Olimar)